# Heimatmuseum Oberstaufen

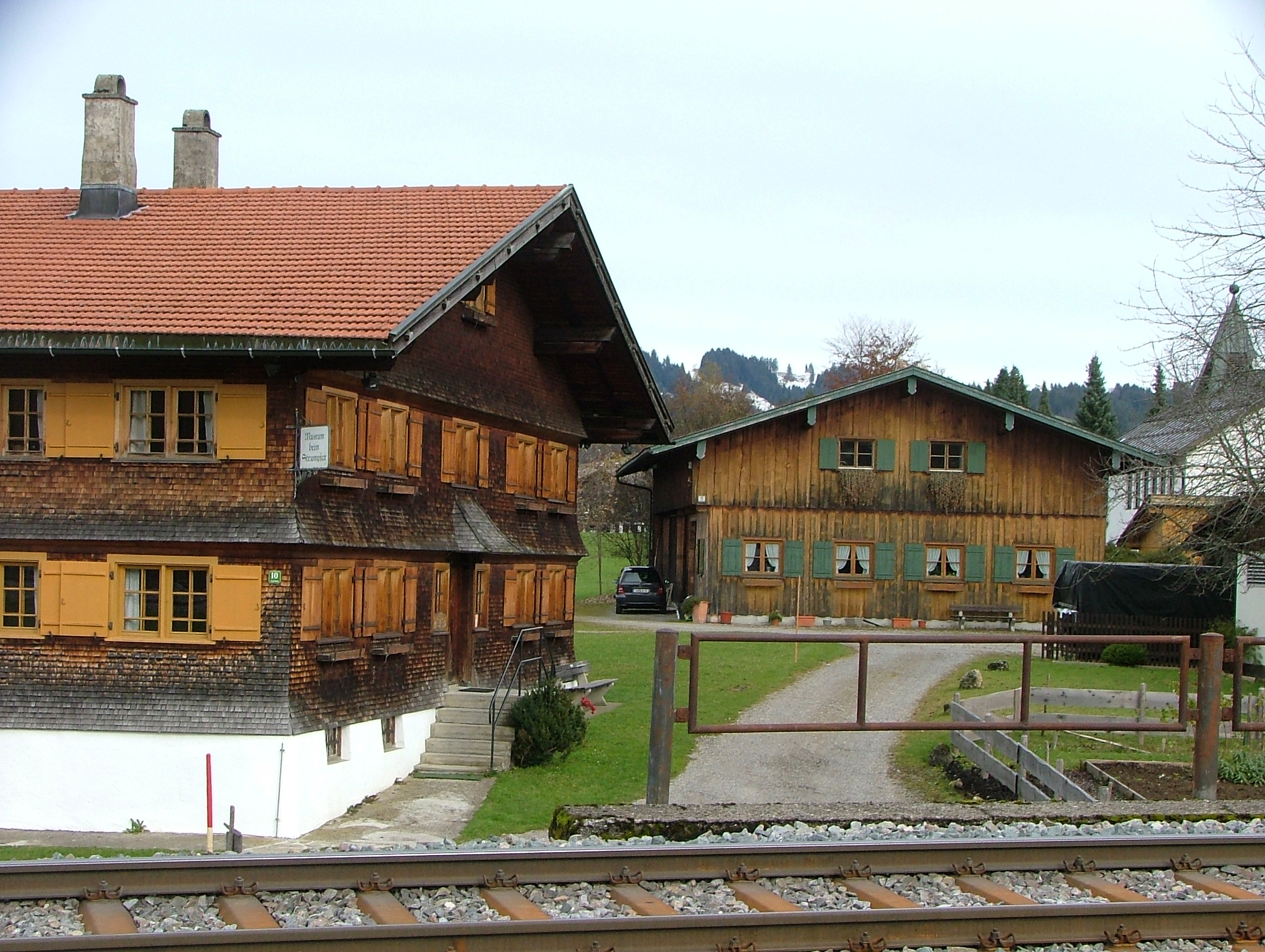
Das Heimatmuseum Oberstaufen (links)

Das Heimatmuseum beim Strumpfar in Oberstaufen im Landkreis Oberallgäu befindet sich im Strumpfarhaus, einem Allgäuer Bauernhaus aus dem 18. Jahrhundert. Es wurde restauriert und ist in seinem Originalzustand erhalten.
Das Haus wurde 1788 erbaut. Bis 1923 wurden die Strümpfe der dort lebenden Strumpfwirker noch verkauft. In der Strumpfwirkerstube kann man Wollhaspel, ein Spinnrad, eine Zwirnmühle sowie einen Strumpfwirkerstuhl besichtigen.
Das Heimatmuseum beherbergt über 400 Ausstellungsstücke von der ersten urkundlichen Erwähnung im Jahr 868 bis heute, die den wesentlichen Teil der Oberstaufener Orts- und Lebensgeschichte darstellen. Mit Arbeitsgeräten aus Landwirtschaft und Handwerk sowie den typischen Bauernstuben und Schlafzimmern aus dem Allgäu kann man die Lebensweise der Oberstaufener Bürger seit jeher kennenlernen. Feste Programmpunkte sind die historischen Ausstellungsstücke der Schrothkur, die Dauerausstellung der Fritz- und Gertrud-Wiedra-Kunst sowie wechselnde Sonderausstellungen über Krippenspiele.
Die Außenanlage bietet neben der Alpe Vögelsberg ein Bienenhaus, einen großen Teich mit Bachlauf, ein Alpinum, einen Kräutergarten und eine Streuobstwiese.